# Phytocoris kerrvillensis
Phytocoris kerrvillensis är en insektsart som beskrevs av Stonedahl 1995. Phytocoris kerrvillensis ingår i släktet Phytocoris och familjen ängsskinnbaggar. Inga underarter finns listade i Catalogue of Life.